# The Magician's Apprentice
"The Magician's Apprentice" é o primeiro episódio da nona temporada da série de ficção científica Doctor Who, transmitido originalmente através da BBC One em 19 de setembro de 2015. É a primeira parte de uma história divida em dois capítulos, tendo sua conclusão no episódio seguinte, "The Witch's Familiar"; ambos os episódios foram escritos por Steven Moffat e dirigidos por Hettie MacDonald. As filmagens começaram em fevereiro de 2015 em Tenerife, Espanha.
Neste par de episódios, o alienígena viajante do tempo chamado o Doutor (Peter Capaldi) batalha contra seus antigos inimigos, os Daleks, enquanto tenta salvar sua companheira Clara Oswald (Jenna Coleman). Julian Bleach reprisou seu papel como Davros e Michelle Gomez como Missy, uma das encarnações do Mestre.

## Prequelas

### Prólogo
O Doutor voltou ao planeta Karn. Lá, Ohila da Irmandade explica que alguém foi procurá-lo em todo tempo e espaço. Ela pergunta ao Doutor se ele vai, insistindo: "Você não deve nada aquela criatura". Ele diz que ele vai, mas que primeiro ele irá curtir um pouco.

### The Doctor's Meditation
Outra prequela para o episódio, intitulado "The Doctor's Meditation", sendo lançado na Rússia, Canadá, Estados Unidos e Dinamarca, em 15 e 16 de setembro de 2015, ao lado de uma versão 3D cinematográfica de "Água Negra" e "Morte no Paraíso". Em 18 de setembro, este foi lançado no Facebook no Reino Unido, e também disponibilizado através de outros canais on-line. Nesta prequela, o Doutor aparece em tempos medievais ao lado de Bors, que parece ser um amigo leal, e no vídeo de seis minutos, ele pergunta quem ele deve enfrentar, perguntando se ele enfrenta um velho amigo ou um inimigo. O Doutor responde que ele deve meditar, mas tem dificuldade em fazê-lo.[carece de fontes?]

## Enredo
Em um período de tempo desconhecido, uma guerra ocorre em um campo de batalha extra-terrestre, com uma mistura de tecnologias avançadas e primitivas. Durante um confronto através de uma zona de guerra, um menino fica preso dentro de um campo de "minas de mão". O Doutor chega e tenta salvar o garoto, jogando-lhe a sua chave de fenda sônica para que eles pudessem se comunicar, incentivando-o a sobreviver. No entanto, quando o Doutor pergunta ao garoto o nome dele, ele fica chocado e horrorizado quando o menino diz que seu nome é Davros, futuro criador do Daleks.
Séculos mais tarde, uma criatura chamada Colony Sarff, um agente de Davros, visita vários mundos em busca do Doutor. Sua mensagem para ele é que Davros está morrendo e que "Davros sabe, Davros lembra". Ele se reporta a um Davros doente dizendo que o Doutor não pode ser localizado. Davros, ainda na posse da chave de fenda, aconselha Sarff a procurar os amigos do Doutor, dai eles seriam capazes de localizá-lo.
Na Terra atual, Clara é convocada pela UNIT para ajudá-los em entrar em contato com o Doutor. Kate Stewart revela que todos os aviões em voo foram congelados, e ninguém sabe por quê. Ao tentar determinar quem congelou os aviões e por que, a unidade recebe uma mensagem em um canal criado especificamente para o Doutor, dizendo que ele precisaria entrar em contato com eles. O remetente da mensagem acaba por ser Missy, que se organiza para se encontrar com Clara em um café ao ar livre. Missy confirma que ela congelou os aviões, porque ela também precisa da ajuda de Clara para encontrar o Doutor, pois ela não poderia localizá-lo também. Missy mostra o disco de confissão do Doutor para Clara - o equivalente de um senhor do tempo para um testamento, tradicionalmente entregue no dia anterior à morte de um senhor do tempo - que tinha sido enviado diretamente para ela. Missy leva isto para dizer que o Doutor acredita que ele tem apenas mais um dia de vida, e ela está preocupada com ele.
Clara e Missy acham o Doutor em Essex, no ano 1138, onde ele passou três semanas festejando. O reencontro do trio é interrompido quando Colony Sarff aparece, tendo seguido as mulheres para a localização do Doutor. Ele revela-se a não ser uma entidade única, mas sim uma colônia de víboras compostas de uma grande serpente e várias serpentes menores, preenchendo um manto de estilo monge com aparência humanoide. Ele ameaça todos na arena, mas o Doutor o repreende. Ele então retransmite a mensagem de Davros para o Doutor e apresenta a chave de fenda. A vergonha oprime o Doutor - é revelado (em flashback) que ele não salvou o menino Davros, mas em vez disso, ele havia o abandonado - e ele concorda em ser preso. Clara e Missy, apesar de objeções, insistem em vir junto como companheiros de prisão, e Colony Sarff concorda. Nesse meio tempo, Bors, amigo medieval do Doutor - na realidade, é um fantoche Dalek - adquire a TARDIS para os Daleks.
Sarff leva os três para o que parece ser uma estação de espaço. O Doutor é trazido para Davros, que diz a ele que se lembra o que o Doutor fez. Enquanto isso, Missy percebe que a gravidade não é artificial, como seria de se esperar em uma estação espacial. Ela abre o bloqueio de ar e as duas saem para o que parece ser o espaço, antes de descobrir que eles estão realmente em pé sobre um planeta. O planeta torna-se visível e, para Missy e o horror do Doutor, é revelado ser Skaro, terra natal os Daleks.
Missy e Clara são então capturadas por Daleks juntamente com a TARDIS, que eles tem a intenção de destruir, e Davros faz o Doutor assistir. Missy oferece seus serviços para ajudá-los a utilizar a TARDIS, em vez de destruí-la, mas em vez disso ela é aparentemente exterminada. O Doutor implora para Davros para salvar Clara, mas ele afirma que não pode controlar os Daleks. Clara fica paralisada e os Daleks esperam ela correr. Quando ela o faz, aparentemente também é exterminada. Eles, então, continuam a usar um laser para destruir a TARDIS, deixando o Doutor sozinho e impotente. Davros ridiculariza a compaixão do Doutor como sua "maior indulgência" e diz que "a compaixão é errada."
O episódio termina com o Doutor de volta no campo de batalha com o Davros jovem, que pergunta se o Doutor vai salvá-lo. Mas, o Doutor - alegando que ele é do futuro - aponta uma arma Dalek e diz que está indo para salvar seu amigo da única maneira que poderia e então grita: "Exterminar!".

### Continuidade
Um soldado Kaled é retratado armado com um arco e flecha; esta é uma alusão a uma linha falada por Harry Sullivan em Genesis of the Daleks: "Eles vão terminar com arcos e flechas".
Colony Sarff visita o Maldovarium, um bar visto pela última vez em 2011 no episódio "A Good Man Goes to War". Na cena que caracteriza diversos aliens que retornam é mostrado: um Sycorax, um Hath, um Ood e um Tivolian. A Proclamação das Sombras, uma força policial intergaláctica visto no episódio de 2008 "The Stolen Earth", também retorna brevemente, com o Arquiteto das Sombras (a partir do mesmo episódio) e um Judoon.
A Irmandade de Karn, já foi vista em 2013 no mini-episódio "The Night of the Doctor" e em 1976 no arco The Brain of Morbius.
A UNIT procura o Doutor usando um algoritmo de computador, plotando em um mapa a localização de várias crises no qual o Doutor poderia ter aparecido. Estes correspondem com locais para muitas das aventuras passadas do Doutor: San Martino (The Masque of Mandragora); Troia (The Myth Makers); Nova Iorque (The Chase, "Daleks in Manhattan"/"Evolution of the Daleks" e "The Angels Take Manhattan") e três aparências possíveis em Atlântida (The Time Monster, The Underwater Menace e The Daemons).
Davros joga trechos de suas conversas anteriores com encarnações anteriores do Doutor, que vão desde Genesis of the Daleks até "The Stolen Earth". Mais notavelmente, ele mostra imagens (de Genesis of the Daleks) do Quarto Doutor ao fazer a pergunta "se alguém que conhecesse o futuro aponta uma criança para você e lhe disser que essa criança iria crescer e se tornar totalmente mal, para ser um ditador cruel que iria destruir milhões de vidas, você poderia, então, matar aquela criança?".
Diversos projetos diferentes dos Daleks durante toda a história da série reaparecem no episódio, ao lado de seu criador, Davros, e seu planeta natal, Skaro. O primeiro Dalek mostrado no episódio é um modelo azul e prata, a primeira versão deles visto inicialmente em 1963.